# Ishaq
Ishaq of Ishak (Arabisch: اسحاق) is in de islam een profeet die door God werd gezonden naar het volk van Damascus en Palestina. Ishaq is een van de profeten wier naam in de Koran voorkomt. Hij is in het jodendom en christendom bekend als Isaak.
Ishaq is de tweede zoon van de boodschapper Ibrahim (Abraham). Zijn moeder heet Sara.
Nadat Ibrahim op een wonderbaarlijke wijze door God van het vuur van Nemrud was gered, emigreerde hij uit Babylonië en ging hij samen met zijn vrouw Sara en de gelovigen naar Egypte. Vandaar reisde hij terug naar Palestina en Damascus. Sara had in haar jongere tijd geen kind gekregen. Ibrahim had enkel één zoon, die Ismail heette en die door zijn andere vrouw Hagar was gebaard. Nadat Ibrahim met Gods wil Hagar en Ismail in de woestijn rond Mekka achtergelaten had, kwam hij terug naar Damascus. God maakte via de engel Djibriel (Gabriël) duidelijk dat Hij aan Sara op een hoge leeftijd Ishaq (bij naam) zou schenken. Hierop schonk God Ishaq aan Ibrahim en Sara toen ze beide al oud waren. God noemt de profeet Ishaq "een van de rechtschapen profeten".
Er wordt gesteld dat de profeet Ishaq hetzelfde jaar werd geboren nadat God, Sodom, het volk van Lut had vernietigd wegens zijn ongeloof en dwaling. Ishaq groeide op in het gebied rondom Damascus en ging samen met zijn vader en moeder naar Mekka. Hij bezocht daar de Ka'aba en sprak met zijn broer Ismail. Hierna ging Ishaq samen met zijn vader en moeder terug naar Palestina. Daar zou hij in dienst staan van zijn vader en moeder en hen vele jaren dienen. Hij ging elk jaar naar Mekka om de Ka'aba te bezoeken. Volgens sommige overleveringen kreeg hij het profeetschap na het overlijden van zijn vader Ibrahim en volgens andere overleveringen tijdens het leven van zijn vader. Hij werd door God gezonden naar het volk van Damascus en Palestina. Aan beide volkeren verkondigde hij de leer van de boodschapper Ibrahim. Toen hij 60 jaar oud was, kreeg hij twee zonen die hij Yaqub (Jacob) en Iys noemde. Iys trouwde met de dochter van zijn oom Ismail. Zijn andere zoon Yaqub kreeg na Ishaq van God het profeetschap. Van zijn reine nageslacht kwamen vele profeten voort.
Met Gods toestemming kon hij dode dieren weer tot leven wekken en liet hij op verzoek van het volk van Jeruzalem een berg beven waarna zij in Ishaq geloofden. Op verzoek van het volk van Damascus bad hij en nadat hij daarna zijn hand op een schaap gelegd had, baarde het dier onmiddellijk. Daarna zou het schaap nog 9 maal baren.
Rond het einde van zijn leven kon Ishaq moeilijk zien en overleed hij in Palestina toen hij 120 jaar of iets ouder dan dat werd. Hij werd in een grot, naast zijn vader en moeder begraven.
De naam van profeet Ishaq komt in 15 ayat van de Koran voor. Met name in de soera's al-Bakara, Imran, Nisa en Ibrahim geeft de Koran informatie over de profeet Ishaq.